# Fatih Sonkaya
Fatih Sonkaya (Oltu, 1 juli 1981) is een voormalig Turks-Nederlandse profvoetballer.

## Carrière
Sonkaya is weliswaar van Turkse nationaliteit, maar bracht het grootste deel van zijn jeugd door in Heerlen, waar hij, samen met zijn broer Özcan Sonkaya, begon te voetballen bij amateurclub SV Heerlen. Daar werd hij opgemerkt door de scouts van Roda JC. Vanaf 1998 zat Sonkaya bij het eerste elftal, waar hij niet aan spelen toekwam. Het daaropvolgende seizoen werd de Heerlenaar verhuurd aan eerstedivisionist VVV. Zijn debuut in het betaald voetbal maakte hij op 11 maart 2000 in de met 1-0 gewonnen wedstrijd tegen FC Groningen. De daaropvolgende vier seizoenen speelde hij weer voor Roda, waar de Turk uitgroeide tot een vaste waarde. In 2004 keerde hij terug naar zijn geboorteland Turkije waar hij voor drie jaar tekende bij Beşiktaş JK. Na één jaar verhuisde Sonkaya alweer. Co Adriaanse haalde hem naar Portugal, waar hij bij FC Porto de landstitel en de beker won. Zelf kwam hij weinig in actie; daarom werd de verdediger het daaropvolgende seizoen uitgeleend aan Académica Coimbra. In het seizoen 2007/08 speelde hij, dit keer op huurbasis, weer voor het Kerkraadse Roda JC. Sonkaya kwam niet veel aan spelen toe, maar was toch, verrassend genoeg, een basisspeler in de met 2-0 verloren bekerfinale. Desondanks kon hij in Kerkrade trainer Raymond Atteveld niet overtuigen van zijn kwaliteiten. In het seizoen 2008/09 komt Sonkaya weer uit voor FC Porto. In overleg wordt zijn tot medio 2010 lopende contract per 1 januari 2009 ontbonden.
Van januari 2009 tot december van dat jaar speelde hij in Azerbeidzjan voor FK Khazar Lenkoran. Van januari tot juli 2010 speelde hij in Turkije voor Kayseri Erciyesspor.
In maart 2012 werd Sonkaya door de KNVB voor het leven geschorst. De voetbalbond beschuldigde hem, samen met twee teamgenoten van een zaalvoetbalteam, van het molesteren van tegenstanders en de scheidsrechter. Sonkaya was door deze maatregel niet langer gerechtigd om in Nederland beroepsmatig uit te komen voor een (amateur)voetbalclub.
Fatihs broer Özcan Sonkaya stond drie seizoenen bij MVV Maastricht onder contract.

### Clubstatistieken
| seizoen | club                | land         | competitie       | duels | goals |
| ------- | ------------------- | ------------ | ---------------- | ----- | ----- |
| 1998/99 | Roda JC             | Nederland    | Eredivisie       | 0     | 0     |
| 1999/00 | Roda JC             | Nederland    | Eredivisie       | 0     | 0     |
| 1999/00 | → VVV               | Nederland    | Eerste Divisie   | 8     | 1     |
| 2000/01 | Roda JC             | Nederland    | Eredivisie       | 24    | 0     |
| 2001/02 | Roda JC             | Nederland    | Eredivisie       | 28    | 0     |
| 2002/03 | Roda JC             | Nederland    | Eredivisie       | 28    | 1     |
| 2003/04 | Roda JC             | Nederland    | Eredivisie       | 14    | 0     |
| 2004/05 | Beşiktaş            | Turkije      | Süper Lig        | 11    | 0     |
| 2005/06 | FC Porto            | Portugal     | SuperLiga        | 5     | 0     |
| 2006/07 | → Académica Coimbra | Portugal     | SuperLiga        | 4     | 0     |
| 2007/08 | → Roda JC           | Nederland    | Eredivisie       | 15    | 0     |
| 2008/09 | FC Porto            | Portugal     | SuperLiga        | 0     | 0     |
| 2008/09 | FK Khazar Lenkoran  | Azerbeidzjan | Yüksək Dəstə     | 8     | 0     |
| 2009/10 | FK Khazar Lenkoran  | Azerbeidzjan | Yüksək Dəstə     | 3     | 0     |
| 2010/11 | Kayseri Erciyesspor | Turkije      | Bank Asya 1. Lig | 14    | 0     |
| 2011/12 | Çetinkaya Türk      | Noord-Cyprus | Birinci Lig      | 2     | 0     |
| Totaal  | Totaal              | Totaal       | Totaal           | 164   | 2     |